# Bornay
Bornay ist eine französische Gemeinde im Département Jura in der Region Bourgogne-Franche-Comté. Sie gehört zum Arrondissement Lons-le-Saunier und zum Kanton Lons-le-Saunier-2. 
Die Nachbargemeinden sind: 
- Moiron im Norden
- Vernantois im Nordosten
- Courbette im Südosten
- La Chailleuse im Süden und im Südwesten
- Geruge im Westen
- Macornay im Nordwesten

## Weblinks

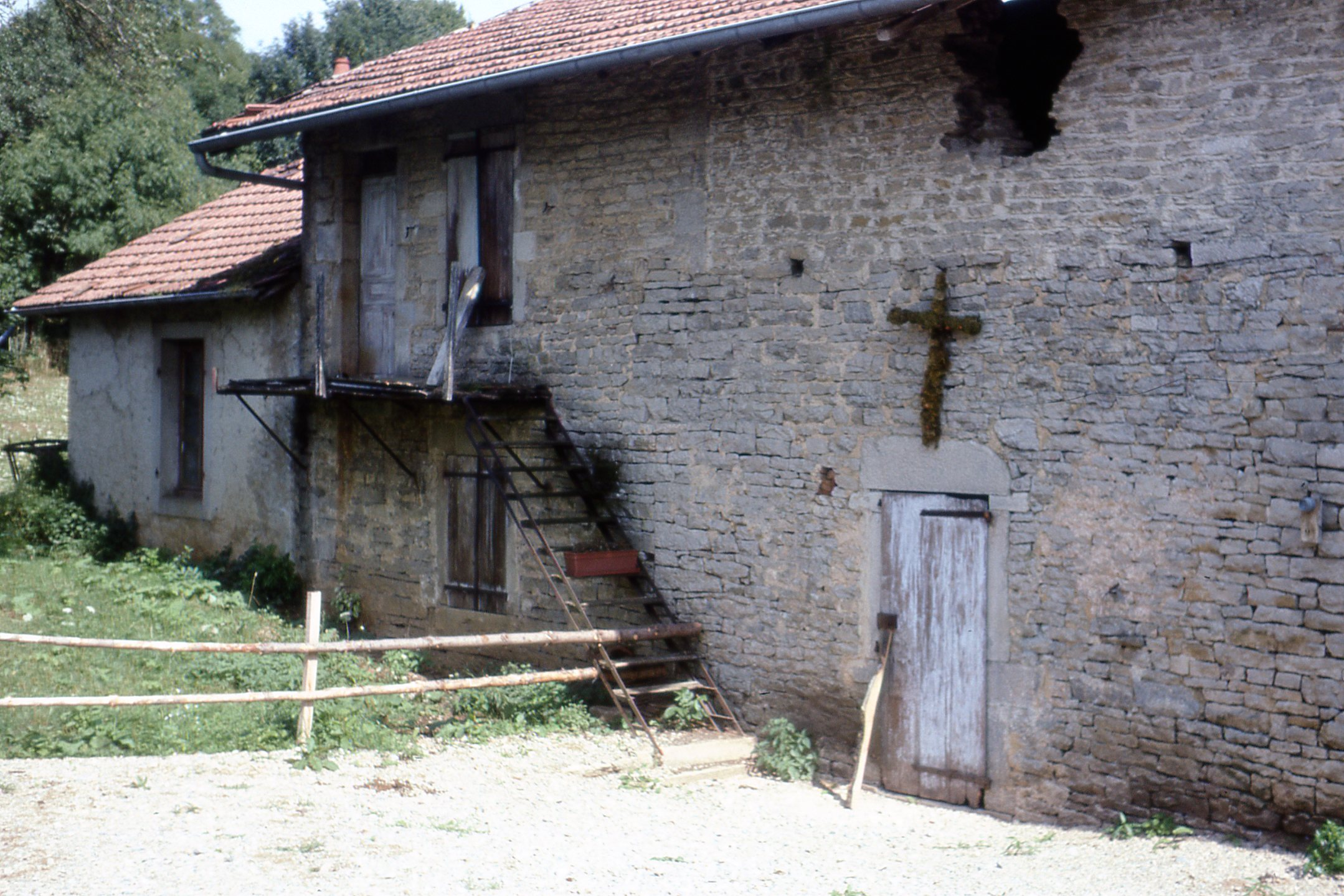
Geburtshaus des heiligen Pierre-François Néron

## Bevölkerungsentwicklung
| Jahr                       | 1962 | 1968 | 1975 | 1982 | 1990 | 1999 | 2008 | 2017 |
| -------------------------- | ---- | ---- | ---- | ---- | ---- | ---- | ---- | ---- |
| Einwohner                  | 126  | 117  | 101  | 151  | 177  | 181  | 180  | 276  |
| Quellen: Cassini und INSEE |      |      |      |      |      |      |      |      |